# انتحار غالي

انتحار غالي هو تمثال روماني من الرخام يصور رجل غالي يضع سيفه في صدره ويحمل جسد زوجته المحتضرة. التمثال معروض ضمن مقتنيات متحف روما الوطني.